# Rytmisk Musikforening
Rytmisk Musikforening (RMF) er en musikforening med hjemsted i Århus.
Foreningen startede på Aarhus Universitet under navnet "Studenterforeningen af 1978", populært Studenterforeningen. Foreningen havde primært til formål at arrangere koncerter i Stakladen/Studenternes Hus på Aarhus Universitet. I 1983 besluttede man at ændre navn til Rytmisk Musikforening (RMF). I tiden efter flyttede man flere og flere koncerter ud til andre steder i byen.
I en periode gik RMF's arbejde mere på at afvikle koncerter, shows o.l. end til selv at arrangere dem. Foreningen er dog på vej tilbage i arrangør-rollen bl.a. med Århus Open Air koncerterne samt Elton John m. Band, sommeren 2005.
På arrangementer hvor Rytmisk Musikforening ikke selv er arrangør bliver nogle af og til inddraget i forberedelsesfasen som konsulenter for arrangørerne. Det vil sige, at foreningen tilbyder deres arbejdskraft på stort set alle praktiske områder på selve koncertdagen, samt opbygning- og nedpakningsdage.
RMF består af frivillige mellem 15 og 45 år, både drenge og piger, der alle har en fælles interesse for musik og afvikling af koncerter.